# 榕东街道
榕东街道，是中华人民共和国广东省揭阳市榕城区下辖的一个乡镇级行政单位。

## 行政区划
榕东街道下辖以下地区：
凤林村、梅兜村、厚宅村、钟厝洋村、后畔村、东乡村、祠堂村、炉头村、西陈村、西林村、彭林村、双彭村、东南村、南厝村和旧寨村。